# District de Château-Gontier
Le district de Château-Gontier est une ancienne division territoriale française du département de la Mayenne de 1790 à 1795.
Il était composé des cantons de Château Gontier, Beaumont, Chemazé, Daon, Fromentières, Grez, Laigné, Quelaines et Saint Denis.